# Oscar Valdés
Oscar Eduardo Valdés Dancuart (ur. 3 kwietnia 1949 w Limie) – peruwiański polityk i wojskowy, minister spraw wewnętrznych w 2011, premier Peru od 11 grudnia 2011 do 23 lipca 2012.

## Życiorys
Oscar Valdés urodził się w dzielnicy San Isidro w Limie. Uczęszczał do szkoły średniej Gran Unidad Escolar Melitón Carbajal. W latach 1968–1972 studiował w Szkole Wojskowej Chorrillos (Escuela Militar de Chorrillos), którą ukończył w stopniu podporucznika artylerii. W latach 1983–1984 kształcił się w Wyższej Szkole Wojskowej Armii Peruwiańskiej w Limie, a w latach 1987–1988 w Szkole Wojskowej w Fort Leavenworth w Stanach Zjednoczonych.
W styczniu 1991 rozpoczął służbę w Armii Peru, w której awansował do stopnia podpułkownika. W tym czasie dowodził Grupą Artylerii Pancernej nr 211 w Limie oraz nr 1 w Tumbes. Stał na czele Biura ds. Administracji oraz był doradcą ds. szkoleń. Wykładał również w Szkole Technicznej Armii i Szkole Artylerii, gdzie jednym z jego uczniów był późniejszy prezydent Ollanta Humala.
W styczniu 1991 przeszedł na wojskową emeryturę. Zaangażował się wówczas w działalność gospodarczą. Zamieszkał w Tacnie. Został prezesem Izby Handlowej w tym mieście oraz prezesem Federacji Izb Handlowych Południa, a także sekretarzem technicznym makroregionu Południa.
28 lipca 2011, po objęciu prezydentury przez Ollantę Humalę, objął stanowisko ministra spraw wewnętrznych w rządzie premiera Salomóna Lernera Ghitisa. Funkcję tę pełnił do grudnia 2011, kiedy zastąpił Lernera Ghitisa na stanowisku premiera. 10 grudnia 2011 jego poprzednik podał się do dymisji po wprowadzeniu przez prezydenta stanu wyjątkowego z powodu protestów społecznych przeciwko budowie kopalni złota i miedzi w regionie Cajamarca. Prezydent Humala nowym szefem rządu wyznaczył Valdésa, którego gabinet został zaprzysiężony 11 grudnia 2011.
23 lipca 2012 premier został odwołany ze stanowiska przez prezydenta Humalę w związku ze stłumieniem protestów miejscowej ludności sprzeciwiającej się budowie kopalni złota w regionie Cajamarca. W demonstracji 3 lipca 2012, w wyniku działania służb bezpieczeństwa, zginęło pięć osób. Mieszkańcy protestowali przeciwko budowie kopalni w ramach amerykańskiego projektu „Conga”, będącego jedną z największych inwestycji zagranicznych w Peru, obawiając się zniszczenia środowiska naturalnego, w tym wysuszenia zbiorników wodnych. Nowym szefem rządu został minister sprawiedliwości Juan Jiménez, który ogłosił wstrzymanie budowy kopalni na okres dwóch lat.